# USS Gravely (DDG-107)
USS Gravely (DDG-107) je torpédoborec Námořnictva Spojených států amerických třídy Arleigh Burke. Je v pořadí padesátou sedmou postavenou jednotkou své třídy. Postaven byl v letech 2007–2010 společností Northrop Grumman Shipbuilding v loděnici Ingalls Shipbuilding ve městě Pascagoula ve státě Mississippi. Loď byla objednána v roce 2002, dne 26. listopadu 2007 byla zahájena její stavba, hotový trup byl spuštěn na vodu 30. března 2009 a konečně 20. listopadu 2010 byl Gravely zařazen do služby.

## Služba

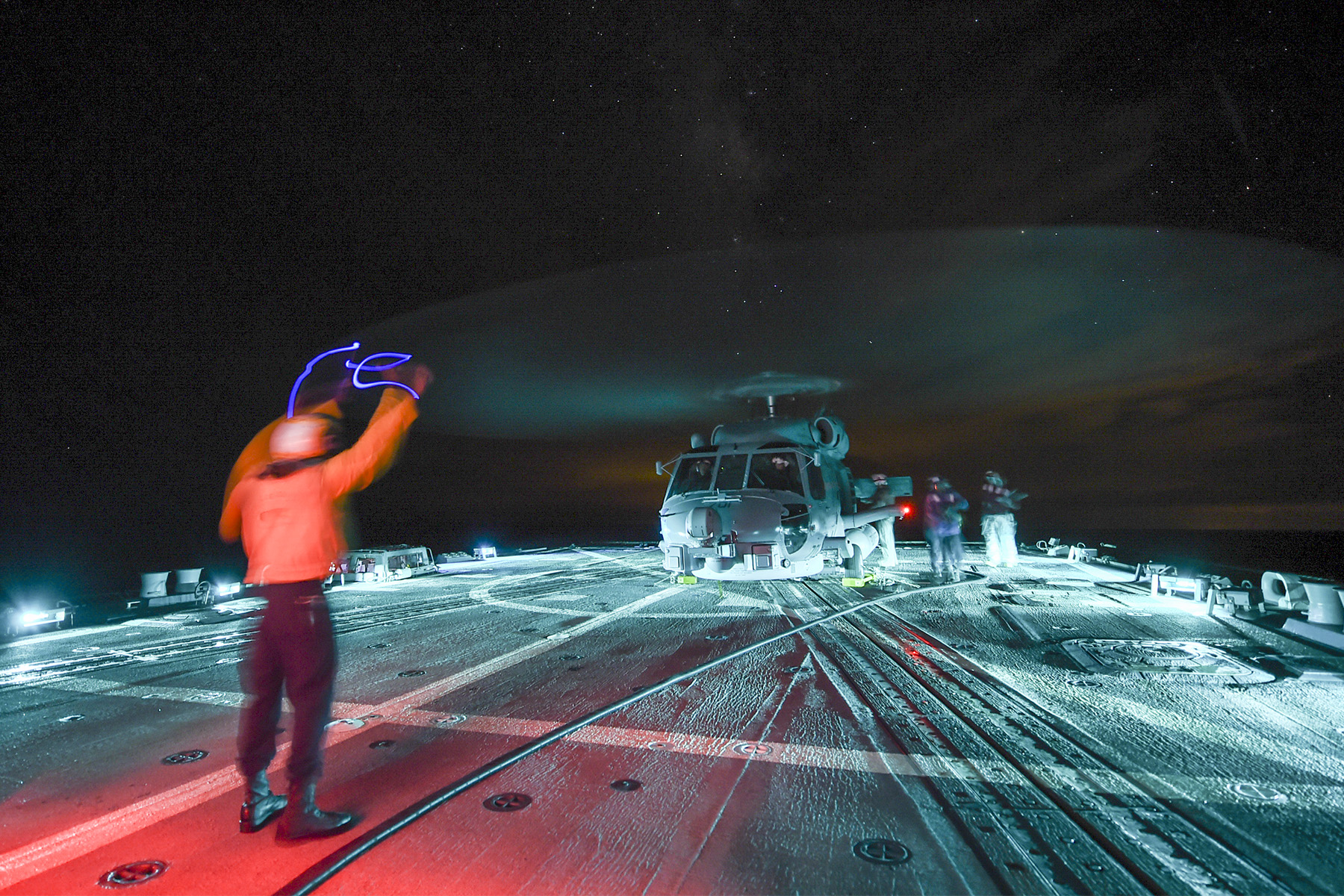
Vrtulník MH-60R Seahawk při doplňování paliva v noci

Koncem srpna 2013 byla Gravely spolu se sesterskými loděmi USS Mahan (DDG-72), USS Barry (DDG-52) a USS Ramage (DDG-61) vyslána hlídkovat ve východním Středomoří v reakci na množící se zvěsti o chystané vojenské intervenci USA do syrské občanské války. Dne 28. října 2013 torpédoborce USS Gravely a USS Ramage odpověděly na tísňové volání plavidla s imigranty, které se nacházelo 300 km od pobřeží řecké Kalamaty. Dne 18. listopadu 2013 se Gravely vrátila na námořní stanici Norfolk ve Virginii a ukončil tak své první zahraniční nasazení.
Dne 28. března 2016 poskytla USS Gravely pomoc lodi USS Sirocco (PC-6), která zadržela loď bez státní příslušnosti převážející zbraně. Po vyložení zbraní byla loď i s posádkou propuštěna. V červnu 2016 při doprovodu letadlové lodi USS Harry S. Truman (CVN-75) se torpédoborec málem střetl s fregatou ruského námořnictva, což způsobilo, že se představitelé ruského a amerického námořnictva vzájemně obvinili z nebezpečného a neprofesionálního chování. Dne 11. března 2019 obdržela Gravely jako součást Carrier Strike Group Eight (CSG-8) ocenění Meritorious Unit Commendation za podporu operace Inherent Resolve během nasazení v letech 2015-2016.
Dne 13. května 2022 se Gravely zúčastnila výcviku PASSEX s finským a švédským námořnictvem v severní části Baltského moře.